# Beauvilliers, Loir-et-Cher
Beauvilliers là một xã cũ của tỉnh Loir-et-Cher, thuộc vùng Centre-Val de Loire, miền trung nước Pháp.

Ngày 1 tháng 1 năm 2017, Beauvilliers sáp nhập vào xã mới Oucques la Nouvelle.